# Хам, Алина Егоровна
Али́на Его́ровна Хам (16 января 1959) — советская хоккеистка (хоккей на траве), полевой игрок. Бронзовый призёр летних Олимпийских игр 1980 года.

## Биография
Алина Хам родилась 16 января 1959 года.
Играла в хоккей на траве за «Андижанку», в составе которой дважды выигрывала чемпионат СССР (1979—1980).
В 1980 году вошла в состав женской сборной СССР по хоккею на траве на летних Олимпийских играх в Москве и завоевала бронзовую медаль. Играла в поле, провела 1 матч, мячей не забивала.
Мастер спорта международного класса.